# Premiul criticilor de film din New York pentru cel mai bun actor
Premiul criticilor de film din New York pentru cel mai bun actor (New York Film Critics Circle Award for Best Actor) este unul dintre premiile acordate de către criticii din New York în onoarea celei mai bune interpretări masculine în cinematografie.

## Câștigători
* = Premiul Oscar pentru cel mai bun actor

### Anii 1930
| An   | Câștigători      | Film                         | Rol               |
| ---- | ---------------- | ---------------------------- | ----------------- |
| 1935 | Charles Laughton | Mutiny on the Bounty         | William Bligh     |
| 1935 | Charles Laughton | Ruggles of Red Gap           | Marmaduke Ruggles |
| 1936 | Walter Huston    | Dodsworth                    | Sam Dodsworth     |
| 1937 | Paul Muni        | The Life of Émile Zola       | Émile Zola        |
| 1938 | James Cagney     | Angels with Dirty Faces      | Rocky Sullivan    |
| 1939 | James Stewart    | Mr. Smith Goes to Washington | Jefferson Smith   |

### Anii 1940
| An   | Câștigători          | Film                       | Rol                            |
| ---- | -------------------- | -------------------------- | ------------------------------ |
| 1940 | Charles Chaplin      | The Great Dictator         | Adenoid Hynkel/A Jewish barber |
| 1941 | Gary Cooper *        | Sergeant York              | Alvin York                     |
| 1942 | James Cagney *       | Yankee Doodle Dandy        | George M. Cohan                |
| 1943 | Paul Lukas *         | Watch on the Rhine         | Kurt Muller                    |
| 1944 | Barry Fitzgerald     | Going My Way               | Father Fitzgibbon              |
| 1945 | Ray Milland *        | The Lost Weekend           | Don Birnam                     |
| 1946 | Laurence Olivier     | Henry V                    | King Henry V                   |
| 1947 | William Powell       | Life with Father           | Clarence Day, Sr.              |
| 1947 | William Powell       | The Senator Was Indiscreet | Melvin G. Ashton               |
| 1948 | Laurence Olivier *   | Hamlet                     | Hamlet                         |
| 1949 | Broderick Crawford * | All the King's Men         | Willie Stark                   |

### Anii 1950
| An   | Câștigători       | Film                         | Rol               |
| ---- | ----------------- | ---------------------------- | ----------------- |
| 1950 | Gregory Peck      | Twelve O'Clock High          | Frank Savage      |
| 1951 | Arthur Kennedy    | Bright Victory               | Larry Nevins      |
| 1952 | Ralph Richardson  | The Sound Barrier            | John Ridgefield   |
| 1953 | Burt Lancaster    | From Here to Eternity        | Milton Warden     |
| 1954 | Marlon Brando *   | On the Waterfront            | Terry Malloy      |
| 1955 | Ernest Borgnine * | Marty                        | Marty Piletti     |
| 1956 | Kirk Douglas      | Lust for Life                | Vincent van Gogh  |
| 1957 | Alec Guinness *   | The Bridge on the River Kwai | Colonel Nicholson |
| 1958 | David Niven *     | Separate Tables              | Angus Pollock     |
| 1959 | James Stewart     | Anatomy of a Murder          | Paul Biegler      |

### Anii 1960
| An   | Câștigători                       | Film                              | Rol                               |
| ---- | --------------------------------- | --------------------------------- | --------------------------------- |
| 1960 | Burt Lancaster *                  | Elmer Gantry                      | Elmer Gantry                      |
| 1961 | Maximilian Schell *               | Judgment at Nuremberg             | Hans Rolfe                        |
| 1962 | Nu s-a acordat (grevă a ziarului) | Nu s-a acordat (grevă a ziarului) | Nu s-a acordat (grevă a ziarului) |
| 1963 | Albert Finney                     | Tom Jones                         | Tom Jones                         |
| 1964 | Rex Harrison *                    | My Fair Lady                      | Henry Higgins                     |
| 1965 | Oskar Werner                      | Ship of Fools                     | Willie Schumann                   |
| 1966 | Paul Scofield *                   | Un om pentru eternitate           | Thomas More                       |
| 1967 | Rod Steiger *                     | In the Heat of the Night          | Bill Gillespie                    |
| 1968 | Alan Arkin                        | The Heart Is a Lonely Hunter      | John Singer                       |
| 1969 | Jon Voight                        | Midnight Cowboy                   | Joe Buck                          |

### Anii 1970
| An   | Câștigători       | Film                                        | Rol                  |
| ---- | ----------------- | ------------------------------------------- | -------------------- |
| 1970 | George C. Scott * | Patton                                      | George S. Patton     |
| 1971 | Gene Hackman *    | The French Connection                       | Jimmy "Popeye" Doyle |
| 1972 | Laurence Olivier  | Sleuth                                      | Andrew Wyke          |
| 1973 | Marlon Brando     | Last Tango in Paris (Ultimo tango a Parigi) | Paul                 |
| 1974 | Jack Nicholson    | Chinatown                                   | Jake "J.J." Gittes   |
| 1974 | Jack Nicholson    | The Last Detail                             | Billy Buddusky       |
| 1975 | Jack Nicholson *  | One Flew Over the Cuckoo's Nest             | Randle McMurphy      |
| 1976 | Robert De Niro    | Taxi Driver                                 | Travis Bickle        |
| 1977 | John Gielgud      | Providence                                  | Clive Langham        |
| 1978 | Jon Voight *      | Coming Home                                 | Luke Martin          |
| 1979 | Dustin Hoffman *  | Kramer vs. Kramer                           | Ted Kramer           |

### Anii 1980
| An   | Câștigători        | Film                    | Rol                       |
| ---- | ------------------ | ----------------------- | ------------------------- |
| 1980 | Robert De Niro *   | Raging Bull             | Jake LaMotta              |
| 1981 | Burt Lancaster     | Atlantic City           | Lou Pascal                |
| 1982 | Ben Kingsley *     | Gandhi                  | Mahatma Gandhi            |
| 1983 | Robert Duvall *    | Tender Mercies          | Mac Sledge                |
| 1984 | Steve Martin       | All of Me               | Roger Cobb                |
| 1985 | Jack Nicholson     | Prizzi's Honor          | Charley Partanna          |
| 1986 | Bob Hoskins        | Mona Lisa               | George Mortwell           |
| 1987 | Jack Nicholson     | Broadcast News          | Bill Rorich               |
| 1987 | Jack Nicholson     | Ironweed                | Francis Phelan            |
| 1987 | Jack Nicholson     | The Witches of Eastwick | Daryl Van Horne           |
| 1988 | Jeremy Irons       | Dead Ringers            | Beverly and Elliot Mantle |
| 1989 | Daniel Day-Lewis * | My Left Foot            | Christy Brown             |

### Anii 1990
| An   | Câștigători        | Film                     | Rol                    |
| ---- | ------------------ | ------------------------ | ---------------------- |
| 1990 | Robert De Niro     | Awakenings               | Leonard Lowe           |
| 1990 | Robert De Niro     | Goodfellas               | Jimmy Conway           |
| 1991 | Anthony Hopkins *  | The Silence of the Lambs | Hannibal Lecter        |
| 1992 | Denzel Washington  | Malcolm X                | Malcolm X              |
| 1993 | David Thewlis      | Naked                    | Johnny                 |
| 1994 | Paul Newman        | Nobody's Fool            | Sully Sullivan         |
| 1995 | Nicolas Cage *     | Leaving Las Vegas        | Ben Sanderson          |
| 1996 | Geoffrey Rush *    | Shine                    | David Helfgott         |
| 1997 | Peter Fonda        | Ulee's Gold              | Ulysses "Ulee" Jackson |
| 1998 | Nick Nolte         | Affliction               | Wade Whitehouse        |
| 1999 | Richard Farnsworth | The Straight Story       | Alvin Straight         |

### Anii 2000
| An   | Câștigători        | Film                      | Rol                                |
| ---- | ------------------ | ------------------------- | ---------------------------------- |
| 2000 | Tom Hanks          | Cast Away                 | Chuck Noland                       |
| 2001 | Tom Wilkinson      | In the Bedroom            | Matt Fowler                        |
| 2002 | Daniel Day-Lewis   | Gangs of New York         | William "Bill the Butcher" Cutting |
| 2003 | Bill Murray        | Lost in Translation       | Bob Harris                         |
| 2004 | Paul Giamatti      | Sideways                  | Miles Raymond                      |
| 2005 | Heath Ledger       | Brokeback Mountain        | Ennis Del Mar                      |
| 2006 | Forest Whitaker *  | The Last King of Scotland | Idi Amin                           |
| 2007 | Daniel Day-Lewis * | There Will Be Blood       | Daniel Plainview                   |
| 2008 | Sean Penn *        | Milk                      | Harvey Milk                        |
| 2009 | George Clooney     | Fantastic Mr. Fox         | Mr. Fox                            |
| 2009 | George Clooney     | Up in the Air             | Ryan Bingham                       |

### Anii 2010
| An   | Câștigători        | Film              | Rol                     |
| ---- | ------------------ | ----------------- | ----------------------- |
| 2010 | Colin Firth *      | The King's Speech | George VI               |
| 2011 | Brad Pitt          | Moneyball         | Billy Beane             |
| 2011 | Brad Pitt          | The Tree of Life  | Mr. O'Brien             |
| 2012 | Daniel Day-Lewis * | Lincoln           | Abraham Lincoln         |
| 2013 | Robert Redford     | All Is Lost       | Our Man                 |
| 2014 | Timothy Spall      | Mr. Turner        | J. M. W. Turner         |
| 2015 | Michael Keaton     | Spotlight         | Walter "Robby" Robinson |

## Legături externe
- nyfcc.com

## Vezi și
- Premiul criticilor de film din New York
- Premiul criticilor de film din New York pentru cel mai bun film
- Premiul criticilor de film din New York pentru cea mai bună actriță
- Premiul criticilor de film din New York pentru cel mai bun regizor
- Premiul criticilor de film din New York pentru cel mai bun scenariu
- Premiul criticilor de film din New York pentru cel mai bun actor în rol secundar
- Premiul criticilor de film din New York pentru cea mai bună actriță în rol secundar